# Jhanji
Der Jhanji, im Oberlauf Milak, ist ein linker Nebenfluss des Brahmaputra in den indischen Bundesstaaten Nagaland und Assam.
Der Milak entspringt nördlich der Distrikthauptstadt Mokokchung im Patkai-Gebirge. 
Er fließt in nördlicher Richtung durch das Gebirge und den Distrikt Mokokchung. Der Fluss passiert die Kleinstadt Tuli. An der Grenze zu Assam trifft der Tsurong von links auf den Fluss. Dieser trägt in Assam den Namen Jhanji. Der Fluss schlängelt sich in nordwestlicher Richtung durch das Tiefland von Assam. Er bildet dabei die Grenze zwischen dem Distrikt Sivasagar im Osten und dem Distrikt Jorhat im Westen. Die letzten 25 km durchströmt er in westnordwestlicher Richtung den Jorhat-Distrikt, bevor er das Südufer des Brahmaputra erreicht. Kurz davor mündet der Mitong rechtsseitig in den Jhanji.
Die Flusslänge beträgt zirka 120 km.
Der Milak in Nagaland führt immer wieder Hochwasser und überflutet die anliegenden Gebiete. Es befinden sich mehrere Papiermühlen am Flusslauf.